# L'Indice dei libri del mese
L'Indice dei libri del mese (L'Indice) è un mensile italiano d'informazione culturale. Fondata nel 1984, è una delle più longeve e autorevoli riviste italiane nel suo ambito. Ispirato a riviste culturali di fama internazionale, come The Times Literary Supplement e The New York Review of Books, L'Indice propone aggiornate riflessioni sull'attualità culturale a partire dalle pubblicazioni in italiano (ogni numero contiene fino a cento recensioni) più significative del momento.

## Storia
La storia de L'Indice inizia nell'ottobre del 1984, con le riflessioni del critico letterario Cesare Cases sulla funzione della recensione e il ruolo del recensore: «L'essenziale è che il primo momento, cioè l'esposizione del contenuto, abbia la centralità che gli spetta. La connivenza con il lettore non dovendo stabilirsi (...) né attraverso l'interesse specialistico né attraverso lusinghe formali, è solo il contenuto a determinarla (...). L'essenziale è che attraverso l'esposizione il lettore acquisisca una chiara idea di quel che il libro è e delle ragioni della sua importanza, ragioni che hanno fatto sì che lo scegliessimo a differenza di altri».
A questo programma, e alla scelta di salvaguardare sempre l'indipendenza di giudizio, L'Indice ha cercato di mantenersi fedele nei suoi ventotto anni di vita, documentando la produzione libraria italiana attraverso recensioni e schede, integrate da rassegne, rubriche, interviste e interventi di vario tipo. Ognuno dei direttori che si sono succeduti nella sua storia ha lasciato un'impronta precisa: con Gian Giacomo Migone (1984-1990) e Cesare Cases (1990-1994) il progetto originario si è definito e ha acquistato la sua riconoscibile fisionomia, indissolubilmente legata ai ritratti e alla grafica di Tullio Pericoli nonché ai disegni di Franco Matticchio; con Alberto Papuzzi (1994-1999) il rapporto tra libri e cinema si è conquistato uno spazio privilegiato; con Luca Rastello (2000-2001) è nata la rubrica "Segnali", attenta a tutto quel che nella produzione culturale mette in luce mutamenti e nodi problematici della società in cui viviamo; con Mimmo Càndito (2001-2018), attraverso le pagine di "Villaggio globale", la rivista si è aperta alle voci di alcuni inviati speciali nelle diverse capitali del mondo.
Nel marzo 2025 il gruppo editoriale Italypost ha acquistato il 51% della società editrice dell'Indice, con l'obiettivo di rilanciare la rivista con nuovi investimenti, una maggiore diffusione nelle librerie, l'organizzazione di un festival, la creazione di circoli culturali locali, mantenendo l'autonomia della redazione. Il passaggio di proprietà e la nuova gestione dovrebbero aiutare la rivista a superare le difficoltà incontrate negli anni precedenti (perdite di bilancio, diffusione modesta).

## Fondatori e collaboratori
Alla storia de L'Indice appartengono, insieme ai nomi dei fondatori che nel 1984 si riunirono intorno a Gian Giacomo Migone (Piergiorgio Battaggia, Gian Luigi Beccaria, Riccardo Bellofiore, Mariolina Bongiovanni Bertini, Eliana Bouchard, Loris Campetti, Cesare Cases, Enrico Castelnuovo, Gianfranco Corsini, Lidia De Federicis, Aldo Fasolo, Franco Ferraresi, Delia Frigessi, Luciano Gallino, Claudio Gorlier, Filippo Maone, Diego Marconi, Franco Marenco, Cesare Pianciola, Tullio Regge, Marco Revelli, Fabrizio Rondolino, Gianni Rondolino, Franco Rositi, Giulio Schiavoni, Lore Terracini, Gian Luigi Vaccarino), anche i nomi di quei collaboratori d'eccezione che alle sue pagine hanno affidato interventi o testi inediti: Norberto Bobbio, Franco Fortini, Aldo Natoli, Cesare Garboli, Claudio Magris, Vittorio Foa, Giorgio Napolitano, Carlo Dionisotti, Salvatore Settis, Cesare de Seta, Sebastiano Timpanaro, Edoardo Sanguineti, Maria Corti, Cesare Segre, Alessandro Galante Garrone, Stefano Rodotà, Francesco Orlando, Giulio Angioni, Paolo Nori, Flavio Pagano, Carlo Ginzburg, Enzo Collotti, Adriano Prosperi, Carlo Augusto Viano, Massimo L. Salvadori, Ennio Di Nolfo, Marcello De Cecco, Massimo D'Alema, Luciana Castellina, per ricordarne solo alcuni.
Il Comitato editoriale è composto da: Enrico Alleva, Silvio Angori, Arnaldo Bagnasco, Gian Luigi Beccaria, Mariolina Bertini (vicedirettore), Bruno Bongiovanni, Andrea Carosso, Carmen Concilio, Piero Cresto-Dina, Michela di Macco, Franco Fabbri, Gian Franco Gianotti, Armando Genazzani, Diego Marconi, Sara Marconi, Vittoria Martinetto, Walter Meliga, Gian Giacomo Migone, Mario Montalcini, Cesare Pianciola, Franco Pezzini, Telmo Pievani, Domenico Scarpa, Mirella Schino, Rocco Sciarrone, Paolo Vineis, Gustavo Zagrebelsky.

## Rubriche e supplementi
Oltreché dalle recensioni e dalle schede, che costituiscono la parte centrale della rivista, L'Indice è composto da una parte dedicata all'attualità culturale (la sezione "Segnali") e da alcune rubriche. Tra queste ultime, si segnalano: "Editoria", sull'attualità editoriale; "Villaggio globale", scritta da corrispondenti letterari da Londra, Parigi e Buenos Aires; "Babele", dedicata all'analisi delle parole della contemporaneità; "Il libro del mese", approfondimento dedicato a un libro di recente pubblicazione; "Effetto film" (dal 1996), dedicata all'analisi di opere cinematografiche; "Recitar cantando", dedicata all'attualità lirica; "Camminar guardando", dedicata alle mostre e all'attualità del mondo dell'arte.
Nel corso degli anni, al sistematico lavoro perseguito da ogni numero della rivista, L'Indice ha aggiunto la messa a punto di dossier di approfondimento con interventi di specialisti autorevoli e ampie bibliografie; dossier che affrontano argomenti di vario genere, dalla traduzione letteraria alla presenza della Cina nell'editoria italiana, dalla tutela del patrimonio artistico alla ridefinizione della questione meridionale, alla globalizzazione.
Dal 2008 L'Indice pubblica ogni tre mesi l'inserto "L'Indice della scuola" dedicato ai temi dell'istruzione e della formazione in Italia, dalla scuola dell'obbligo all'università; e con scadenza annuale, l'inserto "L'Indice dell'arte", nel numero di settembre.
Nel 2004 è stato pubblicato il cd-rom "L'Indice dei libri del mese 1984-2004", contenente tutti gli articoli pubblicati nei primi vent'anni della rivista.
Nel 2007, L'Indice ha pubblicato un volume dal titolo "La cultura italiana tra autonomia e potere", atti del convegno sui vent'anni della rivista, tenuto all'Università di Torino il 4 ottobre 2005.
Nel 2008, L'Indice ha pubblicato un numero speciale su Cesare Cases.
Dal 2019, quattro volte all'anno (a marzo, giugno, ottobre e dicembre) L'Indice contiene il supplemento Il Mignolo, fondato e diretto da Sara Marconi. Il Mignolo si occupa di letteratura per bambini e ragazzi.
Il sito internet della rivista offre ogni mese anticipazioni del numero in edicola. L'Indice ha inoltre recentemente creato un blog quotidianamente aggiornato che ospita rubriche, recensioni e segnalazioni, e invita i lettori a discuterne i contenuti.

## La dimensione europea: "Liber"
Nel 1989, l'allora direttore de L'Indice, Gian Giacomo Migone, e l'intellettuale francese Pierre Bourdieu lanciarono il progetto di una rivista letteraria e culturale europea, che fosse pubblicata con identici contenuti in più paesi del continente. Sia pure a partire da interventi di natura nazionale, la rivista intendeva porre in risalto l'unità della cultura europea in un momento cruciale del processo d'integrazione, attraverso articolo concepiti per un pubblico più ampio di quello ristretto ai soli specialisti. Sponsor del progetto furono, insieme con L'Indice, The Times Literary Supplement, la Frankfurter Allgemeine Zeitung, Le Monde e El País. Il primo numero di "Liber. Rivista europea dei libri" (trimestrale; 24 pagine) fu presentato alla Fiera del libro di Francoforte nell'ottobre del 1989; il nome della rivista multinazionale, che fu pubblicata nel biennio 1989-90 con un pubblico potenziale di un milione di lettori, era stato scelto giocando sull'ambiguità della radice latina, dal doppio significato "libro" e "libero". La rivista fu diretta da Pierre Bourdieu, affiancato, nel comitato editoriale, da Gian Giacomo Migone de L'Indice, Jeremy Treglown (allora direttore de The Times Literary Supplement), Frank Schirrmarcher (Frankfurter Allgemeine Zeitung) e Thomas Ferenczi (Le Monde). Dopo cinque numeri, "Liber" divenne un supplemento della rivista Actes de la recherche en sciences sociales di Pierre Bourdieu..

## Riconoscimenti
Nel 2009 L'Indice è stato insignito del Premio Letterario Internazionale "Mondello - Città di Palermo" per la Comunicazione.

## Direttori
- 1984-1990: Gian Giacomo Migone
- 1990-1994: Cesare Cases
- 1994-1999: Alberto Papuzzi
- 2000-2001: Luca Rastello
- 2001-2018: Mimmo Càndito
- 2018-presente: Massimo Vallerani